# Hizb ut-Tahrir in Deutschland
Die Hizb ut-Tahrir in Deutschland (abgekürzt meistens HuT, auch HT) ist eine seit den 1950er Jahren aktive islamistische Bewegung, die die Errichtung eines globalen Kalifatstaates nach der Vorstellung des Gründers Taqī ad-Dīn an-Nabhānī (1909–1977) anstrebt. Sie ist der Ableger der transnationalen Bewegung Hizb ut-Tahrir (arabisch حِزْبُ التَحْرِير, DMG Ḥizb at-taḥrīr ‚Partei der Befreiung‘, auch Ḥizb at-taḥrīr al-Islāmi ‚Islamische Befreiungspartei‘). Der Bundesverfassungsschutz rechnet für das Jahr 2023 der Bewegung bundesweit rund 800 Anhänger/Mitglieder zu.
Im Jahr 2003 erging wegen Verstoßes gegen den Gedanken der Völkerverständigung und der Befürwortung von Gewalt zur Durchsetzung politischer Belange ein Betätigungsverbot gegen die Organisation in Deutschland. Seither operiert sie im Geheimen und vornehmlich durch die Tarnorganisationen Muslim Interaktiv (Hamburg), Realität Islam (Rhein-Main-Gebiet), Generation Islam und Nebevi Çözüm Cemiyeti (Berlin).
Die Hizb ut-Tahrir ordnet Deutschland, Österreich und die Schweiz ihrem Aktivitätsraum „deutschsprachiger Raum“ zu. In Österreich und der Schweiz ist die HuT legal, in der Schweiz sind jedoch keine nachhaltigen Strukturen der Organisation bekannt. In der Vergangenheit bestand eine starke organisatorische Verbindung zwischen der HuT in Deutschland und Österreich, nach 2003 ist – bedingt durch die Konsequenzen des Betätigungsverbotes – eher von einer nominellen Verbindung auszugehen. Sprecher der HuT für den deutschsprachigen Raum ist Shaker Assem.
Die HuT lehnt die Anpassung des Islam in Deutschland an die freiheitliche demokratische Grundordnung (vgl. liberale Bewegungen im Islam, Euro-Islam) ab, die von ihr als „Wertediktatur“ bezeichnet wird. Stattdessen sollten alle Muslime nach den Gesetzen der Scharia leben und sich von der Mehrheitsgesellschaft und den als „Ungläubige“ gesehenen Juden und Christen abgrenzen (vgl. Parallelgesellschaft).

## Geschichte

### Frühe Geschichte
In der Bundesrepublik Deutschland wurden die ersten Anhänger der Hizb ut-Tahrir bereits Ende der 1950er-Jahre aktiv, wobei die Organisation bis in die 1990er-Jahre die Öffentlichkeit offenbar gemieden hat. Gleichzeitig kam der deutschen HuT eine Schlüsselrolle beim Aufbau des HuT-Ablegers in Tunesien zu. 1979 versuchte der damalige deutsche HuT-Vorsitzende Taufiq Mustafa den im Pariser Exil weilenden Ayatollah Khomeini davon zu überzeugen, im Iran einen Kalifatsstaat nach Vorstellung der HuT zu errichten.

### 1990er-Jahre und Betätigungsverbot 2003
Ab den 1990ern trat die Hizb ut-Tahrir zunehmend aktiver und aggressiver auf und verstärkte ihre Aktivitäten an Hochschulen, wobei sie versuchte am Erfolg anderer muslimischer Organisationen zu partizipieren oder diese gar zu unterwandern. In Wien wurde Shaker Assem, Sohn eines Ägypters und einer Österreicherin, zum offiziellen Mediensprecher der HuT für den deutschsprachigen Raum ernannt. 1992 erschien die erste Ausgabe des Magazins deutschsprachigen „Explizit“ (nach 2003 eingestellt). Im Oktober 2002 veranstaltete die HuT an der Technischen Universität Berlin eine Veranstaltung über den sich ankündigenden Irakkrieg, an der auch der damalige NPD-Vorsitzende Udo Voigt und der Neonazi Horst Mahler teilnahmen, um ein Bündnis zwischen Islamismus und Neonazismus voranzubringen. Der HuT-Sprecher Shaker Assem sagte dazu: „Je gläubiger die Muslime sind, desto stärker ist ihr Bestreben, in ihre Heimatländer zurückzukehren“. Die Veranstaltung löste Empörung aus und führte zu einer medial-politischen Fokussierung auf die HuT. Am 15. Januar 2003 verfügte Bundesinnenminister Otto Schily ein Betätigungsverbot gegen die HuT, aufgrund ihrer Befürwortung von Gewaltanwendung zur Durchsetzung politischer Ziele und den Gedanken der Völkerverständigung – letzteres bezog sich konkret auf Vernichtungsphantasien gegen den Staat Israel und zutiefst judenfeindliche Aussagen.

### Übergangszeit 2003–2011
Nach Verfügung des Betätigungsverbotes versuchte die HuT juristisch gegen das Verbot vorzugehen, wobei sie bis zum Bundesverwaltungsgericht und nach dessen Ablehnung der Klage im Jahr 2006, bis zum Europäischen Gerichtshof für Menschenrechte ging, welcher die Klage im Jahr 2012 für unzulässig erklärt hat. Während die HuT nicht mehr frei agieren konnte, wuchs ihr gleichzeitig innerhalb der muslimischen Community mit dem Salafismus ein neuer Rivale heran, dessen damalige Anziehungskraft nicht ohne Folgen für die auch eigene Klientel und Anhängerschaft blieb. Während sich moderate Muslime vom aggressiven Auftreten der HuT abgestoßen fühlten, sah sich die HuT seitens der Salafisten mit dem Vorwurf konfrontiert, zwar unablässig das Kalifat zu fordern, in ihrer persönlichen islamischen Lebensführung aber inkonsequent zu sein – dass die HuT auch in Shisha-Bars Rekrutierungsversuche unternommen hatte, brachte ihr ferner die abwertende Fremdbeschreibung „Shisha-Islamisten“ ein.

### Neuer Aufschwung und Bildung von Tarnorganisationen (seit 2012)
Spätestens seit 2012 ließ sich insbesondere im Bereich der Sozialen Medien eine deutliche Steigerung der Aktivität von Personen und Initiativen beobachten, die dem ideologischen Umfeld der HuT zugerechnet werden. In den Folgejahren entstanden mehrere Formate, die seitens der deutschen Sicherheitsbehörden als ideologisches Umfeld bzw. als Tarnorganisationen der Hizb ut-Tahrir angesehen werden. Hierzu zählen insbesondere die Formate Generation Islam, Realität Islam, Nebevi Çözüm Cemiyeti und Muslim Interaktiv. Nach Etablierung dieser neuen Strukturen begann die HuT neuen Zulauf zu erhalten, seit 2018 hat sie in Deutschland – trotz des Betätigungsverbotes – die Zahl ihrer Anhänger auf 750 mehr als verdoppelt. Aufgrund dem zumeist im Internet agierenden Sympathisantenumfeld ist – wie der Verfassungsschutz Schleswig-Holstein schreibt – von einer hohen Dunkelziffer von nicht zu erfassenden Personen auszugehen.

## Tarnorganisationen der Hizb ut-Tahrir

### Generation Islam
Im Jahr 2013 entstand mit Generation Islam (GI) das erste hochprofessionelle Format, welches bis heute mit einer eigenen Internetseite, sowie Konten bei YouTube, Facebook und Instagram vertreten ist. Sie beschreibt sich selbst als „Zusammenschluss motivierter und entschlossener Muslime im deutschsprachigen Raum“, die sich der „selbstbewusste Vertretung der Interessen der muslimischen Community in Deutschland“ verschrieben hat. Zentrale Gestalt von GI ist ein Mann namens „Ahmad Tamim“, weitere Gesichter sind ein Mann namens Bilal und als Redner in Videos ehemals ein Mann namens Umar Qadir.

### Realität Islam
2015 wurde im Rhein-Main-Gebiet die Initiative Realität Islam (RI) gegründet, die sich als „Zusammenschluss von gleichgesinnten Muslimen zur Ergreifung von Maßnahmen zum Aufbau einer starken und bewusst agierenden islamischen Gemeinschaft“ beschreibt, die „das Ziel verfolgt, die islamische Identität der Muslime in Deutschland zu wahren und zu festigen.“ Die Initiative ist in sozialen Medien wie YouTube, Facebook und Instagram aktiv. Öffentliche Gesichter der Bewegung sind der deutsche Konvertit Raimund Suhaib Hoffmann und der türkischstämmige Ali Kil. In Verfassungsschutzberichten wird RI als „ideologisches Umfeld“ der HuT erwähnt.
Seitens der deutschen Sicherheitsbehörden wird die von Hoffmann verfasste Schrift Das Leben der Nichtmuslime im islamischen Staat, die im Jahr 2013 auf Kalifat.com, einer Webseite der Hizb ut-Tahrir veröffentlicht wurde, als deutliches Indiz für eine Mitgliedschaft in der Hizb ut-Tahrir gewertet. Der Hamburger Verfassungsschutz schreibt: „Da sich die HuT von nahezu allen ihrer Ideologie nicht entsprechenden Organisationen und Personen distanziert, kann die Bewerbung von Hoffmanns Schrift als deutlicher Hinweis auf eine ideologische, wenn nicht gar organisatorische Nähe gedeutet werden.“ Der Islamwissenschaftler Patrick Möller weist weiter darauf hin, dass sich in einer RI-Broschüre Passagen finden, bei denen es sich um lediglich leicht abgewandelte Auszüge aus der zentralen HuT-Schrift Die Lebensordnung des Islam des Parteigründer Taqī ad-Dīn an-Nabhānī handelt. Juristisch wurde die Nähe zu RI bereits als Nähe zur Hizb ut-Tahrir gewertet.
Im April 2018 forderte die damalige NRW-Staatssekretärin für Integration, Serap Güler (CDU) ein Kopftuchverbot für unter 14-jährige Schülerinnen. Die NRW-Landesregierung prüfte trotz starker Kritik und verfassungsrechtlichen Vorbehalten ein Verbot, nahm von der Idee aber schließlich Abstand. Realität Islam veröffentlichte daraufhin eine Petition gegen die Verbotsforderung, die bis Petitionsschluss mehr als 165.000 Unterschriften erzielte.

### Nebevi Çözüm Cemiyeti
2016 wurde in Berlin die rein türkischsprachige Initiative Nebevi Çözüm Cemiyeti (z.D. Prophetische Lösung) gegründet. Neben einer eigenen Internetseite und Sozialmedia-Kanälen auf YouTube, Facebook und Instagram veranstaltete die Bewegung auch öffentliche Veranstaltungen in Berlin. 2018 wurde aufgedeckt, dass hochrangige Vertreter der türkischen Hizb ut-Tahrir als Redner bei mehreren Veranstaltungen mit hunderten Teilnehmern aufgetreten waren – zum damaligen Zeitpunkt hatte der Landesverfassungsschutz Berlin die Gruppe nicht als Tarnorganisation der HuT aufgeführt, wenngleich es ideologische Schnittmengen gebe. Im Jahresbericht 2019, nach den Enthüllungen, wurde NÇC vom Verfassungsschutz als mit der HuT verbundenes Format zur Mitgliederrekrutierung namentlich erwähnt.

### Muslim Interaktiv
Im Zuge des Israel-Gaza-Konfliktes 2021 erhielt eine im März 2020 in Deutschland entstandene Gruppe namens Muslim Interaktiv (MI) vermehrt mediale Aufmerksamkeit durch ihr uniformiertes Auftreten in schwarzer Kleidung bei Demonstrationen gegen Israel. Laut Eigenbeschreibung möchte die Gruppe zur „Praktizierung des Islam in allen Lebensbereichen“ ermutigen. Damit steht MI laut dem Hamburger Verfassungsschutz in ideologischer Nähe zur Hizb ut-Tahrir. Stand Juni 2021 hatte die MI-Gruppierung in sozialen Netzwerken bis Juni 2021 mehrere Tausend Follower. In der Stadt Hamburg organisierte die Gruppe Muslim Interaktiv am Sonnabend des 4. Februars 2023 eine von Islamisten geführte Demonstration gegen eine Koranverbrennung in Schweden. Den Angaben der Hamburger Polizei zufolge hatte die Demonstration ungefähr 3500 Teilnehmer. Muslim Interaktiv ist vom Verfassungsschutz als „gesichert extremistisch“ eingestuft.
Im April 2024 demonstrierten über 1.000 Personen im Hamburger Stadtteil St. Georg gegen eine angeblich islamfeindliche Politik und anti-muslimische Medienkampagne in Deutschland und hielten die Errichtung eines Kalifats für eine Lösung; zudem betonten die Organisatoren, für die Gründung eines Kalifats in den muslimischen Ländern einzutreten – dies war, nach Ansicht der Hamburger Staatsanwaltschaft, durch die Meinungsfreiheit gedeckt. Auch Justizminister Marco Buschmann ordnete diese Äußerungen entsprechend als „absurd“ aber als zu ertragen ein. Die Versammlung von Frauen fand abseits der Hauptveranstaltung statt, entgegen der Auflage, die Demonstration nicht nach Geschlechtern zu trennen. Zentrales Gesicht von MI ist Joe Adade Raheem Boateng.

## Anhängerzahl und‑verteilung in Deutschland
Die deutschen Verfassungsschutzbehörden rechnen gegenwärtig 800 Personen (Stand 2023) gesichert der HuT zu. In Deutschland existieren vier regionale Zentren, in denen eine größere Zahl von Anhängern beheimatet ist: Hamburg, das Rhein-Main- und Ruhrgebiet sowie Berlin. Rund die Hälfte (410, Stand 2023) entfällt auf Hamburg. 130 auf das Land Nordrhein-Westfalen (2023) – hier liegen die regionalen Schwerpunkte in Duisburg, Essen, Dortmund und Münster, 100 auf Hessen (2022) und 70 auf Berlin (2022).
Tabelle zur Anhängerschaft der Hizb ut-Tahrir in Deutschland laut Verfassungsschutzberichten
Legende: E.P. = Einzelpersonen; - = keine Zahlen, Zahlen nach VS-Berichten von 2002–2025
| Region                 | 2002 | 2003 | 2004 | 2005 | 2006 | 2007 | 2008 | 2009 | 2010 | 2011 | 2012 | 2013 | 2014 | 2015 | 2016 | 2017 | 2018 | 2019 | 2020 | 2021 | 2022 | 2023 | 2024 |
| ---------------------- | ---- | ---- | ---- | ---- | ---- | ---- | ---- | ---- | ---- | ---- | ---- | ---- | ---- | ---- | ---- | ---- | ---- | ---- | ---- | ---- | ---- | ---- | ---- |
| Deutschland            | 150  | 200  | 200  | 300  | 300  | 300  | 350  | 300  | 300  | 300  | 300  | 300  | 300  | 320  | 320  | 350  | 350  | 430  | 600  | 700  | 760  | 800  | 850  |
| Baden-Württemberg      |      |      |      |      |      |      |      |      |      |      |      |      |      |      |      | -    | -    | -    | -    | -    | -    | -    | -    |
| Bayern                 | -    | E.P. | E.P. | E.P. | E.P. | E.P. | E.P. | E.P. | E.P. | E.P. | -    | -    | -    | -    | -    | -    | -    | -    | -    | E.P. | E.P. | E.P. | 15   |
| Berlin                 |      |      |      |      | 60   | 60   | 100  | 80   | 50   | 30   |      |      | 45   | 35   | 35   | 35   | 35   | 40   | 60   | 70   | 70   | 70   | 80   |
| Brandenburg            | -    | -    | -    | -    | -    | -    | -    | -    | -    | -    | -    | -    | -    | -    | -    | -    | -    | -    | -    | -    | -    | -    |      |
| Bremen                 | -    | E.P. | E.P. | E.P. | E.P. | E.P. | -    | -    | -    | -    | -    | -    | -    | -    | -    | -    | -    | -    | -    | -    | -    | -    | E.P. |
| Hamburg                |      |      |      |      |      |      |      |      | 70   | 80   |      |      |      |      | 120  | 180  | 220  | 250  | 300  | 340  | 360  | 410  | 450  |
| Hessen                 |      |      |      |      | 100  |      | -    | -    | -    | -    | -    | -    | -    | -    | -    | -    | 60   | 80   | 100  | 100  | 100  | 100  |      |
| Mecklenburg-Vorpommern | -    | -    | -    | -    | -    | -    | -    | -    | -    | -    | -    | -    | -    | -    | -    | -    | -    | -    | -    | -    | -    | -    | -    |
| Niedersachsen          |      |      |      |      |      |      |      |      |      |      |      |      |      |      |      |      |      |      |      | -    | -    | -    | -    |
| Nordrhein-Westfalen    |      |      |      |      |      |      |      |      | 70   | 70   |      |      |      |      | 35   | 35   | 60   | 70   | 70   | 100  | 120  | 130  | 150  |
| Rheinland-Pfalz        | E.P. | E.P. | E.P. |      |      |      |      |      |      |      |      |      |      |      |      | -    | -    | -    | E.P. | E.P. | E.P. | E.P. | 10   |
| Saarland               | -    | -    | -    | -    | -    | -    | -    | -    | -    | -    | -    | -    | -    | -    | -    | -    | -    | -    | -    | -    | -    |      |      |
| Sachsen                | -    | -    | -    | -    | -    | -    | -    | -    | -    | -    | -    | -    | -    | -    | -    | -    | -    | -    | -    | -    | -    | -    |      |
| Sachsen-Anhalt         | -    | -    | -    | -    | -    | -    | -    | -    | -    | -    | -    | -    | -    | -    | -    | -    | -    | -    | -    | -    | -    | -    |      |
| Schleswig-Holstein     |      |      |      |      |      |      |      |      |      |      |      |      |      |      |      |      |      |      |      | 5    | 7    | 10   | 10   |
| Thüringen              |      |      |      |      |      |      |      |      |      |      |      |      |      |      |      |      |      |      |      |      | -    |      |      |